# Rio Caeté
Le rio Caeté est un cours d'eau brésilien qui baigne l'État d'Acre. 

## Géographie
Il prend sa source sur le territoire de la municipalité de Sena Madureira et rejoint le rio Iaco à proximité de cette locatité, peu avant l'embouchure du rio Iaco dans le rio Purus. Sa longueur est 240 km, la surface de son bassin versant 3 640 km², et son débit moyen 140 m3/s.